# Société des aquafortistes français
Ne doit pas être confondu avec Société des aquafortistes.
La Société des aquafortistes français est une association artistique française de graveurs spécialisés dans l'eau-forte. Fondée à Paris en mars 1885, elle a pour but de développer, promouvoir et encourager cette pratique et de s'entraider entre membres. Elle poursuit ses activités jusqu'en 1932.

## Histoire

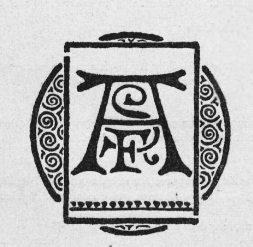
Marque monogramme de la société.

En tant qu'association (Code pénal de 1810), le 20 mars 1885 est fondée à Paris sous l'impulsion du graveur Auguste Laguillermie la « Société artistique des aqua-fortistes français », avec comme adresse le 117 boulevard Saint-Germain,.
Il existait précédemment une Société des aquafortistes (1862-1867), fondée par Alfred Cadart et Jules Luquet, qui n'a aucun lien. En fait, contrairement à cette dernière, cette nouvelle société accueille en plus de graveurs produisant des images originales, ceux chargés de la reproduction de motifs existants. 
Son comité initial est formé de vingt membres, des « aquafortistes », des amateurs et des collectionneurs, dont Albert Ardail, Alfred Beurdeley, Sarah Bernhardt, Brunet-Debaines, Henri Floury, Louis-Jules Hetzel, Alphonse Lemerre, Alexis Godillot, Georges Petit, Alfred Porcabeuf, Auguste Prost, Paul Renouard, Alfred-Fortuné Salmon, Charles Jules Waltner.
Les présidents successifs, outre Laguillermie, furent Émile Boilvin, Henri Émile Lefort, Théophile-Narcisse Chauvel, Augustin Mongin, Victor-Louis Focillon, Lucien Dautrey, sans compter Charles Courtry et Léopold Desbrosses, qui occupèrent les postes d'adjoints.
Le peintre Léopold Flameng joue un rôle important dès la première année, il permet à la Société de réaliser à partir de 1886, L'Album du Salon, sous la forme d'un portfolio luxueux contenant les toiles primées au Salon des artistes français traduites en eaux fortes. Le premier éditeur est l'imprimerie Lahure ; puis les années suivantes, c'est Ludovic Baschet qui reprend l'affaire jusqu'en 1888 seulement, avec Émile Bergerat et Philippe Burty comme préfaciers successifs.
À la fin de 1896, elle comptait plus de 320 adhérents.

## Publications
La Société des aquafortistes français édite un annuaire de 1885 jusqu'à au moins 1926. À compter d'avril 1920, elle publie en plus un bulletin, qui sera régulièrement édité jusqu'en 1932, parfois plusieurs fois par an.
Elle s'efforce de monter des expositions : il semble que la première qui fit date soit en mai 1896, à l'école des Beaux-Arts, intitulée Exposition nationale de l'Eau-Forte moderne. Son bulletin de 1932 annonce au programme que se tient à Paris la « 9e exposition des aquafortistes français » depuis 1920 ; il est possible que ce soit là leur dernière.
Elle édite chaque année, depuis 1893 — sauf en 1894 et entre 1914 et 1918 —, une planche dite annuelle, tirée à nombre limité, mise en souscription parmi ses seuls membres, signée et numérotée.
Enfin, elle édite plus rarement, de petits albums ; le premier semble avoir été L'Arsenal de Toulon contenant 10 eaux-fortes signées Marie-Nicolas Saulnier de La Pinelais (Baschet, 1884 [?]).

### Article lié
- Renaissance de l'eau-forte